# M. 버터플라이 (영화)
M. 버터플라이(M. Butterfly)는 1993년에 개봉한 미국의 드라마 영화이며, 데이비드 크로넌버그가 감독을 맡았다. 이 영화는 1988년 데이비드 헨리 황에 의해 공연된 동명의 연극 《M. 버터플라이》를 각색한 작픔이며, 제러미 아이언스, 존 론, 이언 리처드슨, 바르바라 수코바 등의 배우가 참여하였다.

## 줄거리
1964년 북경에서 프랑스 대사관의 회계사 갈리마드는 푸치니의 '나비 부인'을 공연하는 중국 경극 배우 송 릴링에게 첫눈에 반하고 만다. 갈리마드는 기혼자임에도 불구하고, 그녀를 다시 만나며 둘의 관계를 발전시켜 나간다. 송 릴링은 중국에서 여자는 남자 앞에서 옷을 벗을 수 없다며 갈리마드를 속이고 동양여자에 대한 환상을 가졌던 그는 순진하게 속아넘어간다. 갈리마드가 프랑스 국가 정부에서 기밀서류에 관여하는 직책을 맡게 되자 송 릴링은 미국의 베트남 정책 등의 정보를 빼내며 공산 체제의 유능한 스파이가 된다. 송은 갈리마드가 끊임없이 자신의 벗은 몸을 요구하게 되자 임신했음을 고백한 여자는 아이를 낳기 위해 사라진다. 이후, 1968년 파리에서 갈리마드의 눈앞에 송 릴링이 아들을 데리고 나타난다. 그러나 이제 미천한 외교 급사일 뿐인 그는 정보 유출죄로 바로 체포되고 만다. 경찰의 조사 결과 자신의 아이를 낳아준 여자가 완벽한 남자였고, 아이도 사실은 입양해온 혼혈 아이임이 밝혀지자 프랑스와 미국 전역의 충격적인 사건의 주인공이 된다. 두사람은 모두 실형을 선고받았으나 송은 풀려나고 갈리마드는 감옥에서 자살을 택한다.

## 출연

### 주연
- 제레미 아이언스
- 존 론

### 조연
- 바바라 수코바

## 기타
- 원작자: 데이비드 헨리 황
- 미술: 캐럴 스피어
- 의상: 데니즈 크로넨버그
- 배역: 데아드르 보웬

## 해석
감독은 남녀가 결정적인 '관계'없이 단순한 몸짓만으로 섹스가 가능함을 제시한다. 이 작품을 '퍼포먼스 인문학(performance studies)'적 관점에서 본다면, 성 정체성이라는 것이 결국은 이미 정해져 있는 것이 아니라 자신이 입은 옷, 취하는 행동, 눈빛 등에 의해 수행(perform)된다는 것을 알 수 있다.